# Cornelis Matelief de Jonge
Pour les articles homonymes, voir de Jonge.
Cornelis Matelief(f) (de Jonge) (c. 1569 à Rotterdam – 17 octobre 1632, idem), est un amiral néerlandais qui participe à l'établissement du pouvoir hollandais en Asie du Sud-Est au début du XVIIe siècle (1606). 
Sa flotte est officiellement en mission de négociation mais sa véritable intention est de détruire la puissance portugaise dans la région. La flotte compte 1 400 hommes à bord, dont 600 soldats. Matelieff ne réussit cependant pas dans ce domaine. Les Hollandais prennent finalement le contrôle de Malacca plus de trente ans plus tard et joignent leurs forces au sultanat de Johor et à un nouvel allié Aceh, en 1641. 

## Biographie

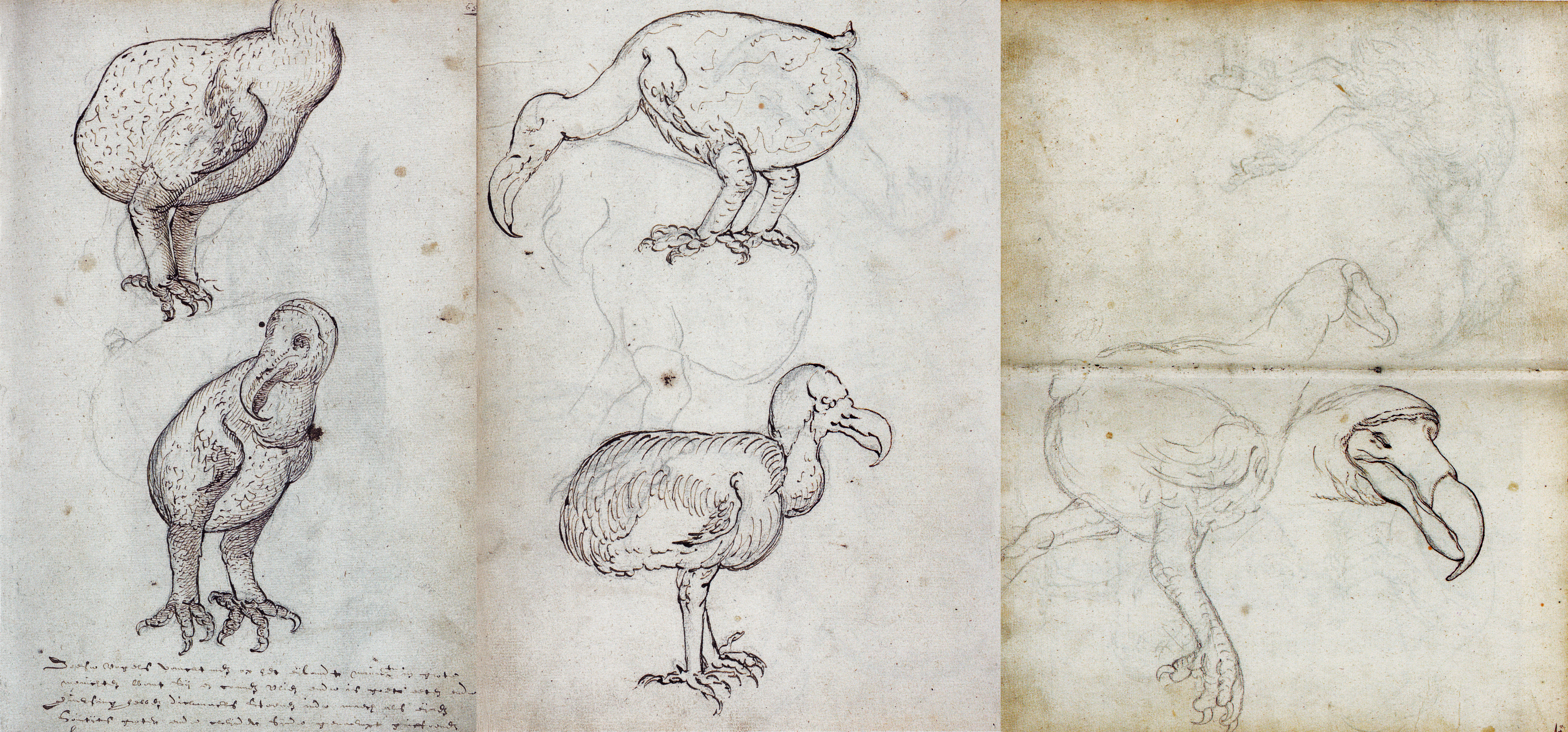
Dessins du dodo dans le journal de voyage du navire Gelderland de la VOC (1601–1603)

Matelief est nommé à la tête d'une flotte de onze navires de la Compagnie néerlandaise des Indes orientales à destination de Malacca. Malacca est alors un bastion gênant pour les navires non portugais en route pour l'archipel indonésien, la Chine ou le Japon. La flotte quitte la Zélande le 12 mai 1605. C'est la troisième (?) flotte similaire de la Compagnie hollandaise des Indes orientales à visiter Malacca. Matelieff rencontre Steven van der Hagen sur l'île Maurice pour une réunion en janvier 1606. Il est l'un des premiers à décrire le rat noir, le dodo et le singe macaque. Sa description de la végétation de l'île est également des plus importantes.
Il atteint Malacca en avril 1606. En mai, Matelief de Jonge conclut un pacte formel avec le souverain de Johor, le sultan Alauddin Riayat Shah III (en), pour expulser les Portugais. En échange, les Hollandais obtiennent Malacca pour eux-mêmes et sont à même de faire du commerce avec Johor. Les Hollandais et les Malais conviennent également de tolérer la religion de l'autre.

### Première bataille de Malacca (août 1606)
Matelief organise le siège de Malacca tenu par les Portugais pendant plusieurs mois 
mais est repoussé sur terre par les troupes portugaises sous le commandement d'André Furtado de Mendonça (pt) et de leurs alliés, un contingent de samouraï japonais de navires à sceau rouge. Une très importante flotte portugaise commandée par Dom Martim Afonso de Castro (pt), vice-roi de Goa, arrive sur place avec vingt bâtiments portugais le 14 août 1606.
Les deux flottes s'affrontent à partir du 17 août. Le Nassau est arraisonné par le Santa Cruz et le Nossa Senhora da Conceição. Matelief, à bord du Orange, part à sa rescousse mais entre en collision avec un autre navire néerlandais, le Middelburg. Ces deux vaisseaux sont alors attaqués par le São Salvador et le galion de Dom Duarte de Guerra. L'Orange réussit à se libérer mais les deux navires portugais et le Middelburg prennent feu et coulent au cours de l'action. Le Santa Cruz et le Conceição réussissent finalement à mettre le feu à bord du Nassau, conduisant à une explosion qui entraîne sa perte.

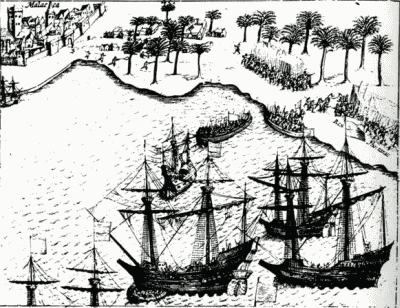
Matelief débarque des troupes à Malacca en 1606.

Matelief décide de se retirer de l'engagement avec 150 morts du côté hollandais et environ 500 morts du côté portugais. le 19 août 1606, il obtient du sultan de Johor la permission d'ancrer sa flotte pour des réparations sur la rivière Johor (en).

### Seconde bataille de Malacca (sept. 1606)
Matelief revient sur le théâtre de la première bataille environ un mois plus tard. Castro est parti loin, laissant seulement dix navires portugais devant Malacca. Matelief attaque les navires et réussit à couler ou incendier chacun d'entre eux, le 21 septembre 1606. À la fin de son voyage Matelieff a perdu six bâtiments.
Matelieff navigue sur un navire de Ternate à Canton et le 4 juin 1607 il capture une jonque chinoise chargée d'épices de Banda. Lorsque six navires portugais sous les ordres d'André Pessoa se montrent en face de la côte chinoise, il retourne sans un accord avec la Chine ni avoir atteint le Japon. Matelieff arrive en vain à Bantam le 24 novembre 1607 et envoie Willem Jansz avec des instructions secrètes à Banda prévenir les navires anglais. Il quitte Bantam le 28 janvier 1608.

### Retour en Europe avec une ambassade du Siam (1608)

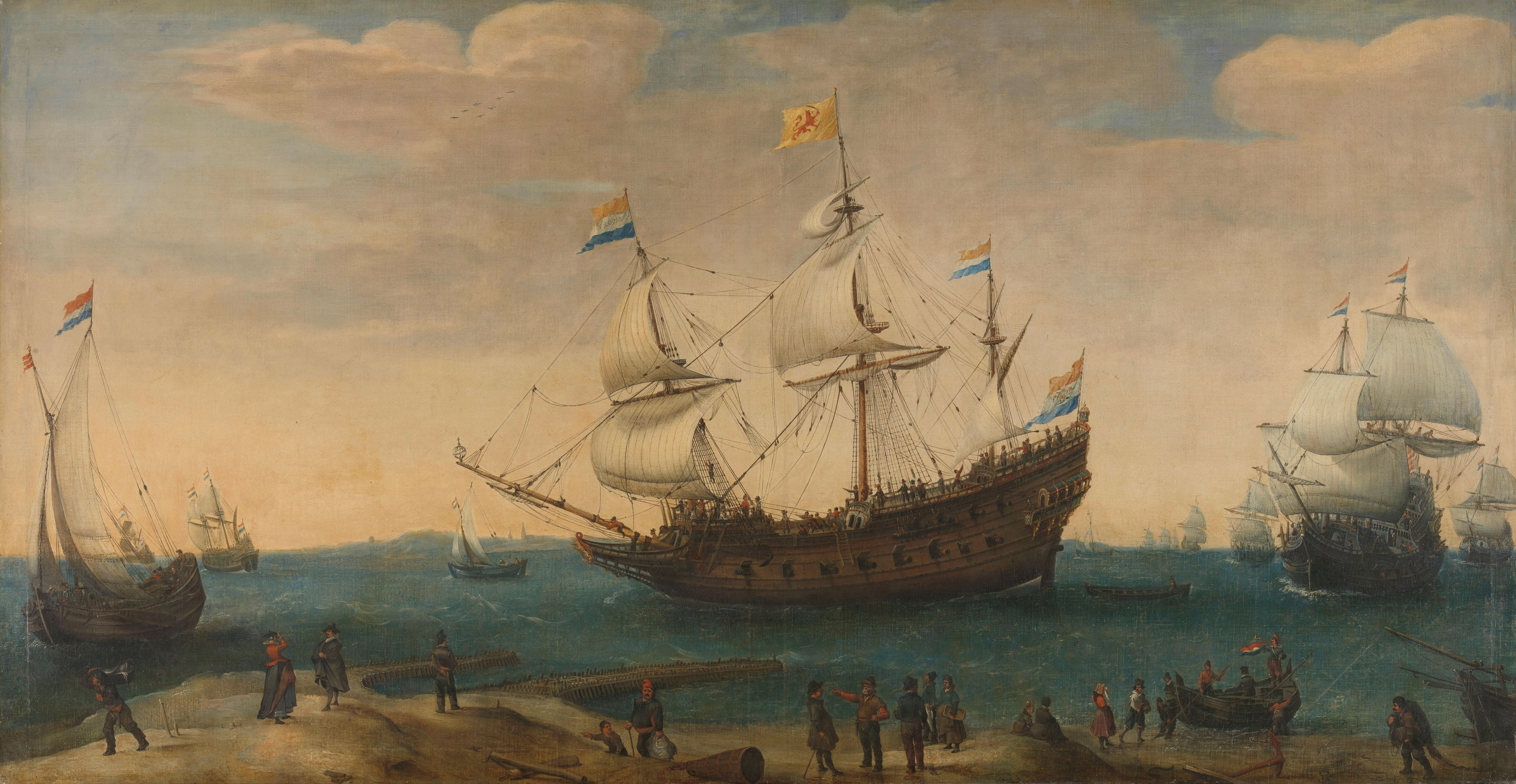
Le Mauritius par Hendrick Cornelisz Vroom (1600)

Matelieff rentre en Europe en 1608 avec Cornelius Specx, un Hollandais qui a établi un comptoir à Ayutthaya en 1604. En leur compagnie se trouve une ambassade de 16 personnes du royaume de Siam envoyée par Ekathotsarot, le souverain d'Ayutthaya. L'ambassade est transportée en Hollande par Matelief à bord du Orange. Le 10 septembre 1608, ils arrivent à la Haye où l'ambassade rencontre Maurice de Nassau prince d'Orange. À la suite de cette rencontre, un traité est conclu entre la République néerlandaise et le Siam en 1617.
En 1618, Matelieff est nommé au vroedschap de Rotterdam, et plus tard bourgmestre de la ville. En 1625, il perd son poste de représentant aux États généraux du royaume lorsqu'il séjourne trop longtemps à Varsovie.

## Source de la traduction
- (en) Cet article est partiellement ou en totalité issu de l’article de Wikipédia en anglais intitulé « Cornelis Matelief de Jonge » (voir la liste des auteurs).